# Segon Congrés Jurídic Català
El Segon Congrés Jurídic Català fou convocat el 1971 per l'Acadèmia de Jurisprudència i Legislació de Catalunya i el Col·legi d'Advocats de Barcelona amb la col·laboració d'altres entitats jurídiques catalanes amb la intenció de revisar l'aplicació de la Compilació del Dret Civil Especial de Catalunya, l'estatut de la dona catalana, la filiació, la paternitat i l'empresa agrícola catalana.
Se celebrà del 19 d'octubre al 18 de novembre de 1971, presidit per Francesc Condomines i Ignasi de Gispert i Jordà i com a secretari Lluís Puig i Ferriol, amb assistència d'uns 500 congressistes. Les sessions de treball tingueren lloc a Barcelona, Girona, Lleida, Cervera, Tarragona, Tortosa, Manresa, Vic i Andorra la Vella. Les conclusions i propostes foren publicades el 1972 a la Revista Jurídica de Catalunya, entre elles l'ús oficial del català en la vida jurídica, la creació d'un organisme legislatiu català i d'un Tribunal de Cassació. Hom hi acordà també la creació de la Fundació del Segon Congrés Jurídic Català per a promoure la publicació dels clàssics jurídics catalans.